# Condado de Oklahoma
El condado de Oklahoma es uno de los setenta y siete condados del estado de Oklahoma. Su sede es Oklahoma City, que también es la sede del estado.

## Geografía
Según la oficina del censo el condado tiene una superficie total de 1860 km² (718,1 mi²), de los que 1836 km² (708,9 mi²) son tierra y 23 km² (8,9 mi²) (1,28%) son agua.

### Condados adyacentes
- Condado de Logan - norte
- Condado de Lincoln - este
- Condado de Pottawatomie - sureste
- Condado de Cleveland - sur
- Condado de Canadian - oeste
- Condado de Kingfisher - noroeste

### Principales carreteras y autopistas
| - Interestatal 35 - Interestatal 40 - Interestatal 44 - Interestatal 235 - Interestatal 240 | - U.S. Autopista 62 - U.S. Autopista 77 - U.S. Autopista 270 - Carretera Estatal 3 - Carretera Estatal 66 - Carretera Estatal 74 | De peaje: - Kilpatrick Turnpike - Turner Turnpike |

## Demografía
Según el censo del 2000 la renta per cápita media de los habitantes del condado era de 35.063 dólares y el ingreso medio de una familia era de 42.797 dólares. En el año 2000 los hombres tenían unos ingresos anuales 31.660 dólares frente a los 24.279 dólares que percibían las mujeres. El ingreso por habitante era de 19.551 dólares y alrededor de un 15,30% de la población estaba bajo el umbral de pobreza nacional.

## Ciudades y pueblos
- Arcadia
- Bethany
- Choctaw
- Del City
- Edmond
- Forest Park
- Harrah
- Jones
- Lake Aluma
- Luther
- Midwest City
- Nichols Hills
- Nicoma Park
- Oklahoma City
- Smith Village
- Spencer
- The Village
- Valley Brook
- Warr Acres
- Woodlawn Park